# Welford (Northamptonshire)
Welford – wieś w Anglii, w hrabstwie Northamptonshire, w dystrykcie (unitary authority) West Northamptonshire. Leży 23 km na północny zachód od miasta Northampton i 120 km na północny zachód od Londynu. Miejscowość liczy 1016 mieszkańców.